# Bellefontaine (Saint-Ursanne)
Bellefontaine ist ein Weiler rund 4 km westlich von Saint-Ursanne im Schweizer Kanton Jura an der Hauptstrasse 249. Die Siedlung geht auf einen ehemaligen Industriebetrieb am Doubs zurück.

## Geschichte
Bei Bellefontaine liess der Basler Fürstbischof Josef Wilhelm Rinck von Baldenstein 1753 ein Eisenwerk errichten, das bis 1861 bestand. Es stellte unter anderem Waffen und Telegraphendrähte her. Von 1869 bis 1873 wurden von der Cordier & Cie. in Bellefontaine 4000 Vetterligewehre produziert.
Von 1902 bis 1972 bestand ein Flusskraftwerk mit einem Seitenkanal des Doubs; 1911 wurde von den Bernischen Kraftwerken (BKW) gekauft. Nach der Schliessung des Werks wurde der Fallensatock flussaufwärts zurückgebaut; das betonierte Streichwehr im Flussbett und der Kanal sind noch vorhanden, aber die Schützen und die Fussgängerpasserelle sind entfernt worden.